# Ficus involucrata
Ficus involucrata är en mullbärsväxtart som beskrevs av Carl Ludwig von Blume. Ficus involucrata ingår i släktet fikonsläktet, och familjen mullbärsväxter. Inga underarter finns listade i Catalogue of Life.